# Mr Brooks
 Mr Brooks és una pel·lícula estatunidenca dirigida per Bruce A. Evans estrenada el 2007 i doblada al català

## Argument
Espòs i pare de família exemplar, Mr. Brooks es transforma en un assassí en sèrie de nit. Un fotògraf el descobreix i l'amenaça de descobrir tot a la policia si no el porta amb ell en el seu pròxim homicidi. Mentre la inspectora Tracy Atwood porta la investigació, un joc perillós té lloc entre els dos homes. Joc del qual ningú no sortirà indemne.

## Repartiment
- Kevin Costner: Mr. Earl Brooks
- Demi Moore: Detectiu Tracy Atwood
- Dane Cook: Mr. Smith
- William Hurt: Marshall
- Marg Helgenberger: Emma Brooks
- Ruben Santiago-Hudson: Hawkins
- Danielle Panabaker: Jane Brooks
- Aisha Hinds: Nancy Hart
- Lindsay Crouse: capità Lister
- Jason Lewis: Jesse Vialo
- Reiko Aylesworth: Sheila
- Matt Schulze: Thorton Meeks
- Yasmine Delawari: Sunday
- Michael Cole: Advocat de Tracy Atwood
- Jim Farnum: Mestre de Cerimònies

## Curiositats de la pel·lícula
Danielle Panabaker que fa de filla dels Brooks és la germana de Kay Panabaker, que fa de filla de Marg Helgenberger en la sèrie CSI.

## Rebuda de la crítica
La pel·lícula va rebre crítiques oposades. El portal Rotten Tomatoes informa que un 56% de crítics feien ressenyes positives de pel·lícula, basades en 149 crítiques. Costner i Hurt són lloats per les seves actuacions. Metacritic puntua el film amb una puntuació de 45 sobre 100, basat en 34 crítiques.
Segons boxofficemojo.com, Mr. Brooks ha tingut uns ingressos de 28,5 milions de dòlars als EUA i 48,1 a tot el món.